# Річард Адамс
Річард Адамс (англ. Richard George Adams; 9 травня 1920, Ньюбері, Беркшир, Англія — 24 грудня 2016) — англійський письменник, відомий як автор книги «Небезпечні мандри».

## Біографія
Річард Адамс народився 9 травня 1920 року в Ньюбері, Беркшир, Англія. З липня 1940 по 1946 рік служив у Британській армії. Він був у Палестині, Європі та Далекому Сході, але не брав участі у боях ні з німцями, ні з японцями. По поверненні з армії він продовжив навчання у Вустерському коледжі, отримавши диплом бакалавра мистецтв (1948) та ступінь магістра мистецтв (1953).
Перша його книга, роман «Небезпечні мандри», вийшла 1972 року. За наступні декілька років було продано більше мільйона примірників книги. Річард отримав дві найпрестижніші британські нагороди у дитячій літературі — Медаль Карнегі (1972), Премія газети «Гардіан» (1973).
Річард Адамс жив із дружиною, Елізабет, у Вайтчерч, Гемпшир. У них народилося двоє дочок, Джульєта і Розамонд, яким Адамс розказував історії, що пізніше стали «Небезпечними мандрами». У них шість внуків — Люсі, Сара, Міранда, Грейс, Роберт та Мейв.

## Книги
- «Небезпечні мандри» (англ. Watership Down, 1972) ISBN 978-0-7432-7770-9
- «Шардік» (англ. Shardik, 1974) ISBN 978-0-380-00516-1
- «Природа через пори року» (англ. Nature Through the Seasons, 1975) ISBN 978-0-7226-5007-3
- «Подорож двох тигрів» (англ. The Tyger Voyage, 1976) ISBN 978-0-394-40796-8 (перевидано 2013 року, David R. Godine, Publisher, ISBN 978-1-56792-491-6)
- «Чумні пси» (англ. The Plague Dogs, 1977) ISBN 978-0-345-49402-3
- «Корабельний кіт» (англ. The Adventures & Brave Deeds of the Ship's Cat on the Spanish Maine: Together With the Most Lamentable Losse of the Alcestis & Triumphant Firing of the Port of Chagres, 1977) ISBN 978-0-394-42334-0
- «Природа вдень та вночі» (англ. Nature Day and Night, 1978) ISBN 0-7226-5359-X (з Максом Гупером)
- «Дівчина на гойдалці» (англ. The Girl in a Swing, 1980) ISBN 978-0-7139-1407-8
- «Залізний вовк та інші історії» (англ. The Iron Wolf and Other Stories, 1980), опублікована у США як «Нерозірвана павутинка: історії та казки» (англ. The Unbroken Web: Stories and Fables). Кольорові ілюстрації Івонни Гілберт, чорнобілі — Дженніфер Кемпбелл. ISBN 978-0-517-40375-4
- «Дерево фенікса» (англ. The Phoenix Tree, 1980, збірка різних авторів, містить «Історію Ель-аграйра та Чорного Кроля з Інле» (англ. The Story of El-ahrairah and the Black Rabbit of Inle) з «Небезпечних мандрів») ISBN 978-0-380-76380-1
- «Легенда Те Туна» (англ. The Legend of Te Tuna, 1982) ISBN 978-0-283-99393-0
- «Вояж через Антарктику» (англ. Voyage Through the Antarctic, 1982; з Рональдом Локлі, Алленом Лейном) ISBN 0-7139-1396-7
- «Майя» (англ. Maia, 1984) ISBN 978-0-517-62993-2
- «Щоденник природи» (англ. A Nature Diary, 1985) ISBN 0-670-80105-4, ISBN 978-0-670-80105-3
- «Бюрокоти» (англ. The Bureaucats, 1985) ISBN 0-670-80120-8, ISBN 978-0-670-80120-6
- «Мандрівник» (англ. Traveller, 1988) ISBN 978-0-394-57055-6
- «День, що пройшов» (англ. The Day Gone By, автобіографія) (1990) ISBN 978-0-679-40117-9
- «Історії Вотершипського пагорба» (англ. Tales from Watership Down, збірка) (1996) ISBN 978-0-380-72934-0
- «Незвичайний лицар» (англ. The Outlandish Knight, 1999) ISBN 978-0-7278-7033-9
- «Даніель» (англ. Daniel, 2006) ISBN 1-903110-37-8
- «Ніжні сліди» (англ. Gentle Footprints, 2010) ISBN 978-1-907335-04-4

## Переклади українською
- (скорочений переклад) Небезпечні мандри: казкова оповідь. Переклад з англійської: Олекса Мокровольський; малюнки: М. Агафонова. Київ: Молодь, 1990. 352 стор. ISBN 5-7720-0401-8
- (повний переклад) Небезпечні мандри: казкова оповідь. Переклад з англійської: Олекса Мокровольський. Київ: «Рідна мова», 2017. 544 стор. ISBN 978-966-917-168-9